# Алпай Озалан
Алпай Озалан (тур. Alpay Özalan, нар. 29 травня 1973 року, Ізмір) — турецький політик, з 2018 року депутат Великих національних зборів Туреччини від правлячої партії АКР; колишній турецький футболіст, захисник.

## Політичні скандали
В серпні 2014 року став відомий у провідних світових змі із-за того, що під час промови лідера опозиційної партії напав на того та вдарив по обличчю значно більш старого за себе чоловіка і збив його з ніг. Після чого сталася масова бійка, яка перервала роботу парламента.

## Клубна кар'єра
У дорослому футболі дебютував 1992 року виступами за «Алтай», в якому провів один сезон, взявши участь у 23 матчах чемпіонату.
Своєю грою за цю команду привернув увагу представників тренерського штабу «Бешикташа», до складу якого приєднався 1993 року. Відіграв за стамбульську команду наступні шість сезонів своєї ігрової кар'єри. Більшість часу, проведеного у складі «Бешикташа», був основним гравцем захисту команди.
Протягом сезону 1999—00 років захищав кольори команди клубу «Фенербахче».
Влітку 2000 року уклав контракт з клубом «Астон Вілла», у складі якого провів наступні три роки своєї кар'єри гравця. Перший сезон турецький захисник провів дуже вдало, але потім через різні суперечливі епізоди втратив місце в основному складі команди.
В кінці 2003 року Алпай розірвав контракт з англійським клубом та відправився в Азію, де протягом 2004–2005 років грав у складі корейського «Інчхон Юнайтеда» та японської «Урави Ред Даймондс».
Влітку 2005 року Озалан перейшов до «Кельна», за який відіграв 3 сезони. Завершив професійну кар'єру футболіста виступами за команду «Кельн» у 2008 році

## Виступи за збірну
1995 року дебютував в офіційних матчах у складі національної збірної Туреччини.
У складі збірної був учасником чемпіонату Європи 1996 року в Англії, чемпіонату Європи 2000 року у Бельгії та Нідерландах, чемпіонату світу 2002 року в Японії і Південній Кореї, на якому команда здобула бронзові нагороди, та розіграшу Кубка Конфедерацій 2003 року у Франції, де збірна також здобула «бронзу».
Протягом кар'єри у національній команді, яка тривала 11 років, провів у формі головної команди країни 98 матчів, забивши 4 голи.

## Статистика

### Клубна
| Чемпіонат      | Чемпіонат            | Чемпіонат        | Ліга | Ліга                            | Кубок                 | Кубок                 | Кубок ліги             | Кубок ліги             | Всього | Всього |
| Сезон          | Клуб                 | Ліга             | Ігри | Голи                            | Ігри                  | Голи                  | Ігри                   | Голи                   | Ігри   | Голи   |
| Туреччина      | Туреччина            | Туреччина        | Ліга | Ліга                            | Кубок Туреччини       | Кубок Туреччини       | Кубок Ліги             | Кубок Ліги             | Всього | Всього |
| -------------- | -------------------- | ---------------- | ---- | ------------------------------- | --------------------- | --------------------- | ---------------------- | ---------------------- | ------ | ------ |
| 1992-93        | «Алтай»              | Суперліга        | 23   | 1                               |                       |                       |                        |                        | 23     | 1      |
| 1993-94        | «Бешикташ»           | Суперліга        | 10   | 0                               |                       |                       |                        |                        | 10     | 0      |
| 1994-95        | «Бешикташ»           | Суперліга        | 29   | 3                               |                       |                       |                        |                        | 29     | 3      |
| 1995-96        | «Бешикташ»           | Суперліга        | 31   | 2                               |                       |                       |                        |                        | 31     | 2      |
| 1996-97        | «Бешикташ»           | Суперліга        | 25   | 3                               |                       |                       |                        |                        | 25     | 3      |
| 1997-98        | «Бешикташ»           | Суперліга        | 26   | 1                               |                       |                       |                        |                        | 26     | 1      |
| 1998-99        | «Бешикташ»           | Суперліга        | 27   | 0                               |                       |                       |                        |                        | 27     | 0      |
| 1999-00        | «Фенербахче»         | Суперліга        | 29   | 3                               |                       |                       |                        |                        | 29     | 3      |
| Англія         | Англія               | Англія           | Ліга | Ліга                            | Кубок Англії          | Кубок Англії          | Кубок англійської ліги | Кубок англійської ліги | Всього | Всього |
| 2000-01        | «Астон Вілла»        | Прем'єр-ліга     | 33   | 0                               |                       |                       |                        |                        | 33     | 0      |
| 2001-02        | «Астон Вілла»        | Прем'єр-ліга     | 14   | 0                               |                       |                       |                        |                        | 14     | 0      |
| 2002-03        | «Астон Вілла»        | Прем'єр-ліга     | 5    | 0                               |                       |                       |                        |                        | 5      | 0      |
| 2003-04        | «Астон Вілла»        | Прем'єр-ліга     | 5    | 1                               |                       |                       |                        |                        | 5      | 1      |
| Південна Корея | Південна Корея       | Південна Корея   | Ліга | Ліга                            | Кубок Південної Кореї | Кубок Південної Кореї | Кубок Ліги             | Кубок Ліги             | Всього | Всього |
| 2004           | «Інчхон Юнайтед»     | К-Ліга           | 8    | 0                               |                       |                       |                        |                        | 8      | 0      |
| Японія         | Японія               | Японія           | Ліга | Ліга                            | Кубок Імператора      | Кубок Імператора      | Кубок Джей-ліги        | Кубок Джей-ліги        | Всього | Всього |
| 2004           | «Урава Ред Даймондс» | Джей-Ліга        | 10   | 0                               | 3                     | 0                     | 5                      | 0                      | 18     | 0      |
| 2005           | «Урава Ред Даймондс» | Джей-Ліга        | 3    | 0                               | 0                     | 0                     | 9                      | 0                      | 12     | 0      |
| Німеччина      | Німеччина            | Німеччина        | Ліга | Ліга                            | Кубок Німеччини       | Кубок Німеччини       | Кубок німецької ліги   | Кубок німецької ліги   | Всього | Всього |
| 2005-06        | «Кельн»              | Бундесліга       | 21   | 1                               |                       |                       |                        |                        | 21     | 1      |
| 2006-07        | «Кельн»              | Друга бундесліга | 27   | 0                               |                       |                       |                        |                        | 27     | 0      |
| Країна         | Туреччина            | Туреччина        | 200  | 13\|\|\|\|\|\|\|\|\|\|200\|\|13 |                       |                       |                        |                        |        |        |
| Країна         | Англія               | Англія           | 65   | 1\|\|\|\|\|\|\|\|\|\|65\|\|1    |                       |                       |                        |                        |        |        |
| Країна         | Південна Корея       | Південна Корея   | 8    | 0\|\|\|\|\|\|\|\|\|\|8\|\|0     |                       |                       |                        |                        |        |        |
| Країна         | Японія               | Японія           | 13   | 0                               | 3                     | 0                     | 14                     | 0                      | 30     | 0      |
| Країна         | Німеччина            | Німеччина        | 48   | 1\|\|\|\|\|\|\|\|\|\|48\|\|1    |                       |                       |                        |                        |        |        |
| Всього         | Всього               | Всього           | 334  | 15                              | 3                     | 0                     | 14                     | 0                      | 351    | 15     |

### Збірна
| Збірна Туреччини | Збірна Туреччини | Збірна Туреччини |
| Роки             | Ігри             | Голи             |
| ---------------- | ---------------- | ---------------- |
| 1995             | 15               | 1                |
| 1996             | 13               | 0                |
| 1997             | 5                | 0                |
| 1998             | 5                | 0                |
| 1999             | 7                | 0                |
| 2000             | 5                | 0                |
| 2001             | 11               | 3                |
| 2002             | 11               | 0                |
| 2003             | 12               | 0                |
| 2004             | 0                | 0                |
| 2005             | 6                | 0                |
| Всього           | 90               | 4                |

## Титули і досягнення
- Чемпіон Туреччини (1):

«Бешикташ»: 1994-95
- Володар Кубка Туреччини (2):

«Бешикташ»: 1993-94, 1997-98
- Володар Суперкубка Туреччини (2):

«Бешикташ»: 1994, 1998
- Переможець Кубка Інтертото (1):

«Астон Вілла»: 2001
- Переможець Кубка Імператора (1):

«Урава Ред Даймондс»: 2005
- Переможець Середземноморських ігор: 1993
- Бронзовий призер чемпіонату світу: 2002